# 阪神高速14号松原線

阪神地域におけるルート図。赤線が阪神高速。

阪神高速14号松原線（はんしんこうそく14ごうまつばらせん、Route 14 Matsubara Line）は、大阪府大阪市浪速区のえびすJCTから大阪府松原市の松原JCTへ至る、阪神高速道路の路線である。

## 概要
阪神高速1号環状線から伸びる放射路線の一つで、大阪市の中心部と南東の平野区や阿倍野区とを結び、さらに松原ジャンクションで接続する西名阪自動車道を介して奈良や伊勢・名古屋方面とを結ぶルートにもなっている。法令上は、下記の2つの路線に分かれている。
- 大阪府道 高速大阪池田線（えびすJCT - 阿倍野入口付近）
- 大阪府道 高速大阪松原線（阿倍野入口付近 - 松原JCT）。

路線は、えびすJCTで環状線から南に分岐し、天王寺動物園の西縁を通ってJR大阪環状線をオーバーパスしたのち南霊園付近で東向きへ直角にカーブする。霊園の北縁を通って地下鉄谷町線と合流すると、南東へ伸びてJR阪和線を越えて東住吉区に入る。近鉄南大阪線を越えると東に向きを変え、まもなく地下鉄谷町線と別れながら鋭角にカーブして内環状線に沿って南下し、そのまま大和川を渡る。松原市に入ると三宅JCTで再び直角にカーブして大和川線と合流し、終点の松原JCTに至る。本線は松原JCTにおいてそのまま西名阪自動車道に直結している。
1989年に導入された案内用の路線番号は14であるが、道路交通センサスでは高速大阪松原線の路線番号として9が割り当てられている。

## 出入口など
- 施設名欄の背景色が■である部分は施設が廃止されたことを示す。
- 接続路線名の特記がないものは市道。
- 全線大阪府内に所在。

| 出入口 番号                 | 施設名         | 接続路線名                        | 起点 から (km) | 備考                             | 所在地        | 所在地        |
| --------------------------- | -------------- | --------------------------------- | -------------- | -------------------------------- | ------------- | ------------- |
| -                           | えびすJCT      | 1号環状線                         | 0.0            |                                  | 大阪市        | 浪速区        |
| 14-01                       | 天王寺出口     |                                   | 0.6            | 環状線方面出口                   | 大阪市        | 天王寺区      |
| 14-02                       | 阿倍野入口     |                                   | 0.7            | 環状線方面入口                   | 大阪市        | 西成区        |
| 14-03                       | 文の里出入口   | あびこ筋                          | 3.2            | 松原方面出入口 入口はETC専用     | 大阪市        | 阿倍野区      |
| 14-04                       | 駒川出入口     | 南港通                            | 4.8            | 大阪市内方面出入口               | 大阪市        | 東住吉区      |
| 14-05                       | 平野出入口     | 国道479号                         | 6.9            | 松原方面出入口 入口はETC専用     | 大阪市        | 平野区        |
| 14-06                       | 喜連瓜破出入口 | 国道309号                         | 7.7            | 大阪市内方面出入口 入口はETC専用 | 大阪市        | 平野区        |
| -                           | 瓜破TB         | -                                 | 9.1            |                                  | 大阪市        | 平野区        |
| 14-07                       | 三宅出入口     | 国道309号                         | 9.5            | 大阪市内方面出入口               | 松原市        | 松原市        |
| -                           | 三宅JCT        | 阪神高速6号大和川線               | 10.5           |                                  | 松原市        | 松原市        |
| -                           | 三宅ミニPA     |                                   |                | 大阪市内方面 2012年9月10日廃止   | 松原市        | 松原市        |
| 14-08                       | 大堀出入口     | 大阪府道2号大阪中央環状線         | 11.4           | 大阪市内方面出入口               | 大阪市 平野区 | 大阪市 平野区 |
| 14-09                       | 松原JCT        | E26 近畿自動車道 E26 阪和自動車道 | 12.1           |                                  | 松原市        | 松原市        |
| E25 西名阪自動車道 天理方面 |                |                                   |                |                                  |               |               |

## 歴史
松原線は阪神高速の当初の構想には無かった路線である。道路整備が遅れていた大阪南東部の状況を改善するために、環状線の支線のような形で開通していたえびすJCT - 阿倍野入口間を松原JCTへ南伸する形で構想された。1969年に大阪府道 高速大阪松原線という路線名で都市計画決定された直後に、並行するルートに地下鉄が建設されることになり、協議の結果、阿倍野～平野間は地下鉄のトンネルが松原線の高架の橋脚の基礎を兼ねる一体構造で建設されることになった。

### 年表
- 1962年（昭和37年）
  - 9月18日 : 大阪市道高速道路1号線（以下大阪1号線） 阿倍野区旭町1丁目 - 東淀川区加島町（11.53km）都市計画決定。[2]
  - 10月8日 : 最初の基本計画の指示。[3]
- 1969年（昭和44年）5月23日 : 大阪府道高速大阪松原線（以下大阪松原線） 大阪市西成区山王1丁目 - 東住吉区瓜破東之町（8.7km）、松原市三宅町 - 大堀町（2.5km）都市計画決定。出入口は、阿倍野区文の里（文の里入口、下り線終点方向のみのクォーター）、阿倍野区阪南町（文の里出口、上り線終点方向のみのクォーター）、東住吉区駒川町（駒川出入口、起点方向のみのハーフ）、東住吉区平野流町（平野出入口、終点方向のみのハーフ）、東住吉区喜連町（喜連出入口、起点方向のみのハーフ）、松原市三宅町（三宅出入口、起点方向のみのハーフ）、松原市大堀町（大堀出入口、起点方向のみのハーフ）に設置される計画。
- 1970年（昭和45年）
  - 3月13日 : えびすJCT - 阿倍野入口間が開通。
  - 8月21日 : 大阪松原線（阿倍野入口以南の区間）の着工。
- 1971年（昭和46年）
  - 2月8日 : 大阪松原線の都市計画変更。文の里入口の線形を変更。
  - 12月10日 : 大阪松原線の都市計画変更。三宅町 - 松原IC間を4車線から6車線に変更。
- 1980年（昭和55年）
  - 3月1日 : 阿倍野入口 - 松原IC（現松原JCT）間が開通し全線開通。この時点では中間ランプは三宅出入口のみが供用。
  - 4月17日 : 喜連瓜破出入口供用開始。
- 1981年（昭和56年）10月22日 : 駒川出入口供用開始。
- 1986年（昭和61年）
  - 3月31日 : 文の里出口供用開始。
  - 12月25日 : 平野出入口供用開始。
- 1987年（昭和62年）5月11日 : 文の里入口供用開始。
- 1989年（平成元年）
  - 2月13日 : 路線番号が導入され、14号松原線となる。[4][5]
  - 3月29日 : 松原JCTの阪和道と接続するランプ供用開始。
- 1991年（平成3年）7月10日 : 三宅ミニPA供用開始。
- 1992年（平成4年）2月26日 : 大堀出入口供用開始。
- 2012年（平成24年）9月10日 : 三宅ミニPA廃止。
- 2013年（平成25年）3月21日 : 三宅JCT供用開始に伴い6号大和川線と接続。また、三宅JCT-松原JCT間 6車線化。
- 2015年（平成27年）3月29日 : 松原JCTの近畿道への連絡路が開通[6]
- 2020年（令和2年）3月29日 : 大和川本線料金所の名称が「瓜破本線料金所」に変更[7]。
- 2022年（令和4年）6月1日 : 老朽化に伴う喜連瓜破付近の橋梁の架け替え工事に着手するため、喜連瓜破 - 三宅JCT間について2025年（令和7年）3月末までの約3年間にわたり終日通行止を実施[8]。同時に平野入口も長期間閉鎖される[9]。これに伴い、駒川・喜連瓜破出入口と6号大和川線・三宅西出入口との一般道迂回を利用した乗継措置を開始[10]。
- 2024年（令和6年）12月7日：橋脚架け替え工事が完了し、この日より喜連瓜破 - 三宅JCT間の通行止を解除する[11]。

## 道路情報ラジオ
- 駒川（平野 - 文の里）
- 松原（大堀 - 大和川TB）

阪神高速の道路情報ラジオの冒頭は「こちらは阪神高速路側○○（局名）です。午前（午後）○○時○○分現在の道路情報をお知らせします。」と放送される。

## 車線・最高速度
| 区間              | 車線 上下線=上り線+下り線 | 最高速度 | 最高速度   |
| 区間              | 車線 上下線=上り線+下り線 | 通常時   | 早朝・深夜 |
| ----------------- | ------------------------- | -------- | ---------- |
| えびすJCT-三宅JCT | 4=2+2                     | 60km/h   | 50km/h     |
| 三宅JCT-松原JCT   | 6=3+3                     | 60km/h   | 50km/h     |

- 阿倍野・平野・三宅JCT付近の急カーブ区間は最高速度が終日50km/hに制限されている。
- 騒音発生防止のため、早朝と深夜（23時から翌日6時まで）は、全線に渡り最高速度が50km/hに制限されて、えびすジャンクション - 三宅JCTは左車線が特定以外の中型乗用・普通乗用・二輪、右車線が二輪を除く自動車に車両通行区分が指定される。

## 交通量
24時間交通量（台）　道路交通センサス
| 区間                        | 平成17（2005）年度 | 平成22（2010）年度 | 平成27（2015）年度 |
| --------------------------- | ------------------ | ------------------ | ------------------ |
| えびすJCT - 天王寺出口      | 112,182            | 86,317             | 85,676             |
| 天王寺出口 - 阿倍野入口     | 74,867             | 81,805             | 80,320             |
| 阿倍野入口 - 文の里出入口   | 74,867             | 78,043             | 76,841             |
| 文の里出入口 - 駒川出入口   | 74,867             | 83,523             | 83,270             |
| 駒川出入口 - 平野出入口     | 74,867             | 70,931             | 70,215             |
| 平野出入口 - 喜連瓜破出入口 | 74,867             | 74,828             | 75,466             |
| 喜連瓜破出入口 - 三宅出入口 | 74,867             | 67,816             | 67,757             |
| 三宅出入口 - 三宅JCT        | 74,867             | 56,112             | 59,432             |
| 三宅JCT - 大堀出入口        | 74,867             | 56,112             | 59,432             |
| 大堀出入口 - 松原JCT        | 74,867             | 47,116             | 51,979             |

（出典：「平成22年度道路交通センサス」・「平成27年度全国道路・街路交通情勢調査」（国土交通省ホームページ）より一部データを抜粋して作成）
- 令和2年度に実施予定だった交通量調査は、新型コロナウイルスの影響で延期された[12]。

## 喜連瓜破橋梁架替え工事

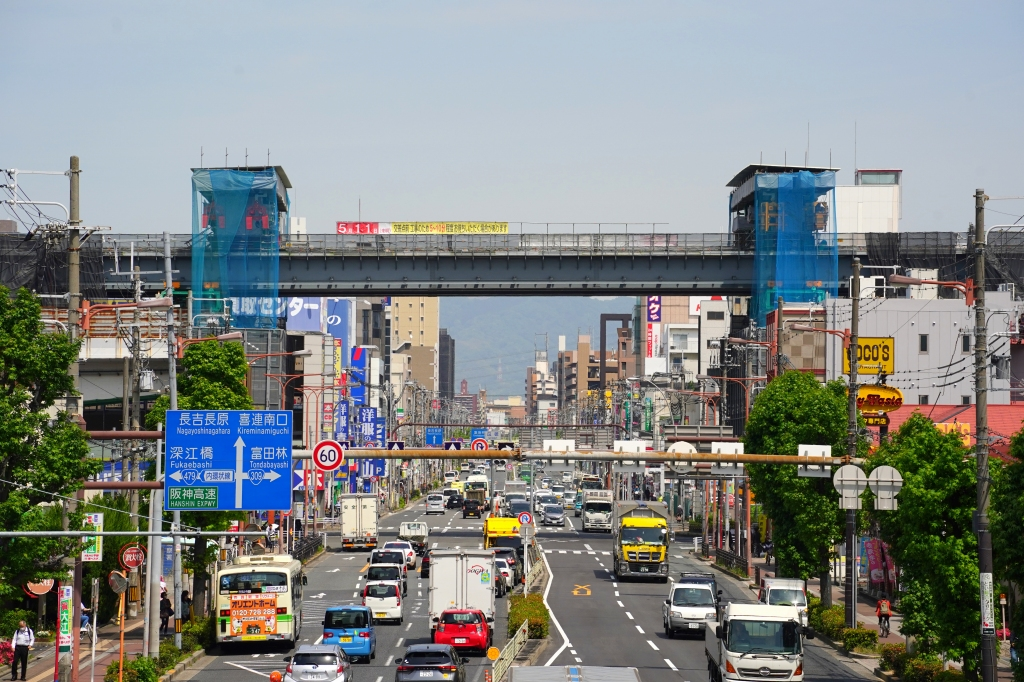
設置用の仮橋脚が架けられた状態(2023年5月)

2021年12月10日、阪神高速は、喜連瓜破付近の橋梁の老朽化に伴う架け替えなどを行う更新工事のため、2022年6月1日から約3年の予定で喜連瓜破 - 三宅JCTの区間について終日通行止とすることを発表した。
2022年6月1日より、喜連瓜破 – 三宅JCT間での改修工事が開始された。

### 背景
喜連瓜破付近の橋梁は、1980（昭和55）年に供用が開始されたコンクリート橋である。主要幹線道路が交わり交通量の多い瓜破交差点内に橋脚を立てず、かつ経済的という理由から、橋桁の中央付近にヒンジ部を設ける構造を採用した。有ヒンジラーメン橋と呼ばれるこの構造は、合理的な設計として建設当時は一般的であった。しかしながら、経年とともに設計時の想定を上回る垂れ下がりが生じ、中央付近では沈下は30cmを越えた。対策が必要となり、橋脚の追加、斜張橋への変更、ヒンジ部の剛結などの案が出たが、最終的には「下弦ケーブル」により補強する案が採用された。2003年、垂れ下がりを解消するためにケーブルによる補強工事を実施した。既存の橋に対する下弦ケーブルでの補修は例のない試みであったが、これにより中央ヒンジ部の垂れ下がりは20cm程度まで回復した。

### 工事の目的
垂れ下がりは一定レベル回復したものの抜本的な対策ではなかった。その後橋桁中央での沈下は24cmに至った。また、上部構造においてもコンクリート強度が基準強度を下回るなど健全性に懸念があった。長期の健全性・耐久性を確保するために、ヒンジ部のない鋼製連続桁への架替え工事を実施することとなった。

### 工事の内容
具体的な手順は以下の予定である。
1. 仮設橋の敷設（2022年度）
2. 移動作業車により既設橋梁を撤去、搬出（2022–2023年度）：移動作業車の中で既設コンクリート橋をワイヤーソーで分割切断し解体。解体した部材を仮設桁上の運搬台車に載せ替え搬出する。既設橋梁撤去後、中間橋脚の一部も撤去する。
3. 新設鋼桁（側径間）の送り出し架設（2023–2024年度）：側径間部分の鋼桁は、高速本線上で地組みし、多軸台車を用いて所定の位置まで水平方向に送り出し、所定の高さまで下げて架設する。
4. 新設鋼桁（中央径間）の一括架設（2023–2024年度）：中央径間部分の鋼桁は、施工ヤードで地組みしておき、多軸台車を用いて所定の位置まで運搬し、所定の高さまで釣り上げて一括架設する。
5. 橋面工、付属構造物設置（2024年度–）

### 3年間かかる理由
本橋梁の架替え工事を実施するにあたり、周辺環境への影響や交通量の多い直下の交差点等への交通影響を、極力抑えることに主眼をおいた。
一般道路の通行を妨げないように、既設橋桁撤去では高速道路上にレールとして使うための仮設桁を敷設し、移動作業車を用いて既設コンクリート橋を両側から低騒音工法にて徐々に撤去していく工法を採用した。また、新たに架設する橋桁部は軽量で強度の優れた鋼製の橋桁を高速本線上で予め組み立て、多軸台車を用いて送り出す工法で架設する。
このように、騒音や一般道路への交通影響を最小限とする工法が必要となることから、約3年の工事期間を要する予定となった。
なお阪神高速によると、片側の通行を確保しながら工事を進めた場合、10年以上の工事期間を要する可能性があるという。

### 長期通行止・迂回路
工事の実施に伴い、喜連瓜破 - 三宅JCT間の区間は終日通行止めとなる。松原JCTの近畿自動車道連絡道の開通や三宅JCTで接続する6号大和川線が全線開通したことで、近年松原線を広域迂回するルートが整備されたこともあいまって、長期通行止を伴う更新工事に着手することとなった。
通行止期間中は松原線の三宅出入口および平野入口（出口は利用可）が閉鎖される。この通行止に伴い、
- 大阪都心部[注釈 1]と西名阪自動車道か南阪奈道路を相互通行する場合の迂回ルートとして、近畿自動車道を経由して13号東大阪線（松原JCT⇔東大阪JCT経由）か12号守口線ルート（松原JCT⇔守口JCT経由）を利用した場合は、松原線を通行した場合と同一の通行料金に調整される（ETC搭載車限定措置）[23]。
- 三宅出入口の閉鎖に伴い、近接の大和川線の天美出入口を「料金調整のために同一の出入口」と見なし、大和川線に迂回する際の出入口が松原線利用時と異なる場合でも、通行止前の料金を上回らないように料金調整する（ETC搭載車限定措置）[23]。
- 湾岸線経由の迂回をした場合と松原線・環状線経由で逆向きの走行となる16号大阪港線などの出入口[注釈 2]を利用する場合に、近隣の出入口を迂回利用した時の料金が松原線経由の料金を上回らないように料金調整する（ETC搭載車限定措置）[23]。
- 松原線の駒川または喜連瓜破出入口と大和川線の三宅西出入口間について一般道を利用したう回乗継が適用される（一般・ETC搭載車共通措置）[24]。

などの各調整措置が取られる。また、阪神高速の通行料金は実際の走行経路にかかわらず最短経路を基準として定められており、同一の出入口間について6号大和川線から湾岸線を経由して走行した場合にも松原線経由と料金は同一である（現金・ETC車共通）。
その後、橋脚架け替えが順調に進捗し工期の短縮も見込まれることから、2024年10月の段階で阪神高速は当初の想定より3か月早く、同年12月中に同区間の通行を再開する見通しを発表した。その後、同年11月13日に同区間の通行止を「2024年12月7日5時」で解除し、通行再開とすることを発表した。これにより前述の迂回に伴う料金調整措置も終了となる。

## その他
阪神高速などの都市高速道路は、広い道路や河川を導入空間として作られることが多いが、14号松原線の阿倍野入口 - 平野出入口間は、南海平野線の上に作られたこともあり、高架下に幹線道路や河川が並行しない区間となっている。なお、この区間では松原線と同時並行で地下鉄谷町線の工事も進められ、松原線の開通後の1980年（昭和55年）11月27日に開通（南海平野線は同日を最終運行日として廃止）した。